# Diclidurus scutatus
Diclidurus scutatus је сисар из реда слепих мишева (Chiroptera).

## Угроженост
Ова врста је наведена као последња брига, јер има широко распрострањење и честа је врста.

## Распрострањење
Ареал врсте покрива средњи број држава. 
Врста има станиште у Бразилу, Венецуели, Перуу, Еквадору, Колумбији, Гвајани, Суринаму и Француској Гвајани.

## Станиште
Станишта врсте су шуме и речни екосистеми. 
Врста је присутна на подручју реке Амазон у Јужној Америци.